# Sal de lítio
Lítio ou sal de lítio refere-se em farmacologia ao íon lítio, metal alcalino utilizado como medicamento estabilizador de humor, indicado principalmente no tratamento do transtorno bipolar e em casos de depressão resistente. O lítio é amplamente difundido, sendo considerado o "padrão ouro" no tratamento do transtorno bipolar, com significativa eficácia na redução dos casos de suicídio em pacientes sob tratamento. Embora seja uma forma de tratamento importante, o uso do lítio exige monitorização periódica em razão dos efeitos colaterais.

## Antecedentes e uso
O uso terapêutico do lítio data do século II d.C., época em que o médico grego Sorano de Éfeso recomendava banhos em cachoeiras de águas alcalinas como tratamento para pessoas que padeciam de "manias e melancolia". Depois, por volta do século XX, o lítio tornou-se fundamental para o tratamento dos casos de mania e de depressão, sob influência das observações de John Cade por volta de 1949, que descobriu a possibilidade de tratamento das doenças psiquiátricas com fármacos. Anteriormente à utilização do lítio, condições de saúde mental eram tratadas com terapias de sedação, choques elétricos e lobotomia, dentre outros tipos de intervenção.
Atualmente o lítio é utilizado principalmente na área da psiquiatria, no tratamento do transtorno bipolar (TAB), como estabilizador de humor. Pode também ser utilizado para tratar a depressão nervosa e mania. O carbonato de lítio (Li₂CO₃), é vendido por diferentes nomes comerciais nos países lusófonos, enquanto o citrato de lítio (Li3C6H5O7), o sulfato de lítio (Li₂SO₄) e o aspartato são alternativas àquelas fórmulas.
O lítio distribui-se pelo sistema nervoso central e interage com um grande número de neurotransmissores e receptores, diminuindo a liberação de noradrenalina e aumentando a síntese de serotonina.[carece de fontes?]

## Efeitos adversos
Em uma revisão sistemática da literatura, os autores encontraram 250 artigos contendo 1.100 indivíduos que desenvolveram distúrbios do movimento relacionados ao lítio. Os movimentos anormais encontrados foram parkinsonismo, discinesia, mioclonia, distonia, síndrome semelhante a Creutzfeldt-Jakob, acatisia, sintomas da síndrome das pernas inquietas, tiques, síndromes cerebelares e gagueira.